# Carlos de Blois
Carlos de Blois (Blois, 1319 - Batalla de Auray, 29 de septiembre de 1364) fue barón de Mayenne, señor de Guisa y, por matrimonio, conde de Penthièvre y duque regente de Bretaña (en francés: baillistre). Se le venera como beato por la iglesia católica que le conoce como «Carlos el Santo».

## Biografía
Carlos de Blois fue hijo de Guy I de Blois-Châtillon, conde de Blois y de Margarita de Valois (1295-1342), hermana de Felipe de Valois. Contrajo matrimonio en París, el 4 de junio de 1337, con Juana de Penthièvre, hija de Guido de Penthièvre, sobrina del duque Juan III de Bretaña y nieta de Arturo II de Bretaña. Las capitulaciones matrimoniales establecían que Carlos tomaría el nombre y las armas de Bretaña y que sucedería al duque Juan III, que no tenía hijos. 

### Descendencia
Con Juana de Penthièvre tuvo cinco hijos:
- Juan I de Châtillon (1340-1404), conde de Penthièvre, vizconde de Limoges.
- Guido, enviado como rehén a Inglaterra, donde morirá.
- Enrique, muerto en 1400.
- María de Blois-Châtillon (1345-1404), condesa de Guisa, casada en 1360 con Luis I de Nápoles.
- Margarita, casada en 1351 con Carlos de la Cerda, conde de Angulema y condestable de Francia.

Además, Carlos tuvo un hijo natural, Juan, señor de Averoult, muerto con su padre en la batalla de Auray.

### Guerra de sucesión bretona
El duque Juan III no quiso dejar resuelta su sucesión en vida, por lo que a su muerte, en 1341, estalló una guerra civil que iba a durar veintitrés años: la Guerra de Sucesión Bretona. Por la decisión de Conflans el rey Felipe VI de Francia reconoció a su sobrino Carlos de Blois como duque regente de Bretaña y recibió su homenaje. También la mayor parte de los señores y nobles bretones le rendirán lealtad y homenaje. 
Por otra parte, Juan, conde de Montfort, hijo de Arturo II de Bretaña (de su segundo matrimonio con Yolanda de Dreux, condesa de Montfort L'Amaury) y medio hermano de Juan III, se proclamó heredero del ducado y recibió el apoyo de Eduardo III de Inglaterra. En octubre de 1341 Carlos se pondrá al lado del duque de Normandía, pretendiente a la corona de Francia, para mantener su aspiración al ducado de Bretaña, iniciándose la guerra. En 1344 tomó Quimper, pero en 1347 fue hecho prisionero por los ingleses en el sitio de Vannes (la batalla de La Roche-Derrien). Mientras permanecía prisionero en la Torre de Londres Juana de Penthièvre continuó la guerra enfrentándose a Juana de Flandes, esposa del conde de Montfort. Carlos fue liberado el 10 de agosto de 1356, tras nueve años de cautividad y de comprometerse a pagar un rescate de 700.000 florines de oro, que no se había terminado de pagar en el momento de su muerte.
De regreso a Bretaña continuó la guerra con Juan de Montfort. En el curso de la guerra, en la que por ambos bandos destacaron célebres guerreros, nombró a Bertrand du Guesclin (que había destacado en la defensa de Rennes asediada por el duque de Lancaster en 1357) capitán de Pontorson y del Monte Saint-Michel. Murió el 29 de septiembre de 1364 en el curso de la batalla de Auray contra Juan V de Bretaña, hijo y heredero de Juan de Montfort. Su muerte puso fin a la guerra, permitiendo la coronación de Juan V como duque de Bretaña.

## Veneración
Carlos ganó fama de santidad a causa de sus virtudes y carácter apacible. Fue sepultado en el convento de los franciscanos de Guingamp, donde comenzaron a llegar peregrinos y tuvieron lugar los primeros supuestos milagros. El primero en ser declarado oficial tuvo lugar en 1367, cuando comenzó a reclamarse la canonización. Carlos recibía ya un culto popular que se fue extendiendo y ganó en importancia cuando en 1368 comenzó la investigación para incoar la causa de beatificación en Angers, impulsada por el franciscano Raoul de Kerguiniou a petición del duque Luis de Anjou, hermano del rey de Francia. El 18 de diciembre de 1371 acabó el proceso pero Carlos no fue canonizado y Gregorio XI dejó en suspenso el proceso.
Finalmente, fue beatificado el 14 de diciembre de 1904.